# 李神福 (宋朝)
李神福（947年—1010年），开封府人，北宋宦官，李神祐的哥哥。
早年在晋王赵光义府任给事。赵光义即位为宋太宗，授入内高品。太平興國四年（974年），從征北漢太原，任殿頭。後為宮苑使。宋太宗爱好笔札，他在旁侍侧，多获赏赐。太宗病重時，李神福朝夕左右，躬侍藥膳。宋太宗死後，模写遗像，李神福立侍。宋真宗即位，任内侍省入内侍都知，加昭宣使、勾當皇城使，在宫城之侧赐宅第。咸平四年（1001年），勾當三班，督修含光殿，赏赐豐厚。景德初年兼领亲王诸宫使。改任宣政使、行宫使。大中祥符元年（1008年）正月，和刘承珪、邓永迁等一起在宫中当值，伪造天书下降。宋真宗封禅泰山，他和曹利用一起规划行宫道路。禮畢，任宣慶使，並領昭州（今廣西平樂縣西南）防禦使。大中祥符三年（1010年），病卒。贈潤州觀察使。

## 传記資料
- 《宋史》卷四百六十六〈宦者一〉